# Charles Robin Britt

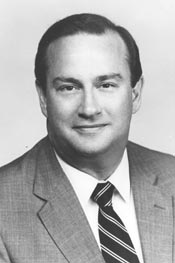
Charles Robin Britt

Charles Robin Britt (* 29. Juni 1942 in San Antonio, Texas) ist ein US-amerikanischer Politiker. Zwischen 1983 und 1985 vertrat er den Bundesstaat North Carolina im US-Repräsentantenhaus.

## Werdegang
Charles Britt wuchs in Asheville (North Carolina) auf, wo er bis 1959 die öffentlichen Schulen einschließlich der High School besuchte. Daran schloss sich bis 1963 ein Studium an der University of North Carolina in Chapel Hill an. Nach einem Jurastudium an derselben Universität und seiner 1973 erfolgten Zulassung als Rechtsanwalt begann er in Greensboro in diesem Beruf zu arbeiten. Zwischenzeitlich studierte im Jahr 1976 an der New York University in New York City. Zwischen 1963 und 1984 gehörte Britt der Reserve der United States Navy an.
Politisch schloss er sich der Demokratischen Partei an. Von 1979 bis 1981 war er Parteivorsitzender im Guilford County. Im Jahr 1980 war er sowohl Delegierter zur Democratic National Convention als auch auf dem regionalen Parteitag in seiner Heimat. Bei den Kongresswahlen des Jahres 1982 wurde Britt im sechsten Wahlbezirk von North Carolina in das US-Repräsentantenhaus in Washington, D.C. gewählt, wo er am 3. Januar 1983 die Nachfolge des Republikaners Walter E. Johnston antrat, den er zuvor besiegt hatte. Da er im Jahr 1984 gegen Howard Coble verlor, konnte er bis zum 3. Januar 1985 nur eine Legislaturperiode im Kongress absolvieren. Im Jahr 1986 unterlag er Coble mit nur 79 Stimmen Unterschied erneut.
Nach seinem Ausscheiden aus dem US-Repräsentantenhaus wurde Britt Leiter der Firma Project Uplift in Greensboro. Zwischen 1993 und 1997 war er Minister für Personalangelegenheiten (Secretary of Human Resources) in der Staatsregierung von North Carolina. Danach gehörte er bis 1998 zum Beraterstab von Gouverneur Jim Hunt. Im Jahr 2002 strebte er erfolglos die Nominierung seiner Partei für die Kongresswahlen an. Heute lebt Charles Britt in Greensboro.